# سیمون تونلی
سیمون تونلی (انگلیسی: Simone Tonelli؛ زادهٔ ۱۳ ژوئن ۱۹۹۱) بازیکن فوتبال اهل ایتالیا است.
از باشگاه‌هایی که در آن بازی کرده‌است می‌توان به باشگاه فوتبال ویچنزا، باشگاه فوتبال ونتزیا، و باشگاه فوتبال چزنا اشاره کرد.